# 時事新報 (日本)

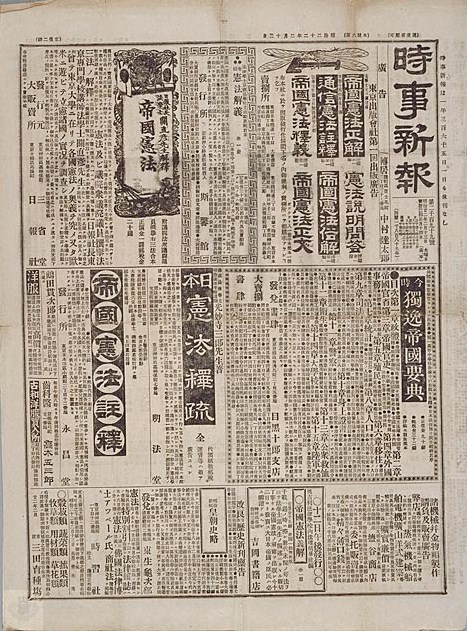
明治22年2月的《時事新報》

《時事新報》是日本曾經存在的日報。它於1882年3月1日（明治15年）由福澤諭吉出版。此後，慶應義塾大學及其校友充分配合其運作。它是戰前五家主要報紙之一。該報在創刊時宣稱：“我們重視日本的獨立，我們的目標是成為國家主權的唯一來源。”1936年12月25日（昭和11年）與《東京日日新聞》（現《每日新聞》）合併而停刊。

## 歷史
福澤諭吉最初的計畫是應政府官員伊藤博文和井上馨的要求創辦一份政府支持的報紙。然而由於1881年的政變，大隈派官僚被趕下台，該計畫受挫。慶應義塾大學出版局當時已經準備好了記者和印刷機，所以最後慶應義塾決定獨力出版《時事新報》。該報創刊時分為五個版塊，是日本第一家出版漫畫的報紙，還有烹飪食譜。
該報主要關注國際局勢。福澤諭吉的外甥中上川彦次郎擔任首任社長兼主筆，他在社論中主張國權。水戶藩出身、慶應義塾校友的高橋義雄、渡邊治、井坂直幹、石河幹明繼承了這一國權理論。在條約改正、大阪事件、壬午兵变等事件發生時，該報主張在外交上採取強硬路線。